# Channa bleheri
Channa bleheri és una espècie de peix de la família dels cànnids i de l'ordre dels perciformes.

## Etimologia
El seu nom científic honora la figura del col·leccionista alemany Heiko Bleher, el qual va descobrir aquesta espècie el 1987 (tot i que no va ésser descrita per a la ciència fins al 1991).

## Descripció
- L'adult viu fa 13,5 cm de llargària màxima i té taques grans i irregulars de color vermell o taronja (blanques en el cas d'exemplars preservats), les quals, de vegades, s'uneixen.[3] És l'espècie més acolorida de tots els cànnids, encara que les larves acabades de descloure són incolores. Quan assoleixen una longitud d'1 cm, el dors i els flancs del cos esdevenen de color groc canari, amb una franja fosca al cap i el ventre de gris fum a negre. Com a juvenil, el seu color es torna més clar i un ocel li apareix a la part posterior de l'aleta dorsal.
- Absència d'escates a la regió gular del cap i d'aletes pèlviques.
- 36-37 radis a l'aleta dorsal i 24 a l'anal.
- Aleta caudal arrodonida.
- 6-7 escates predorsals, 45-46 a la línia lateral i 1 o 2 grans a la superfície inferior de la mandíbula inferior.
- Aquesta espècie és la més estretament relacionada amb Channa burmanica, tot i que aquesta darrera té 51 escates a la línia lateral, 28 radis a l'aleta anal, 8 escates predorsals i un peduncle caudal més curt que el de C. bleheri.[4][5][6]

## Reproducció
No n'hi ha informació sobre les poblacions silvestres, però en captivitat és el mascle qui tria el lloc per a fer-hi el niu (tot i que és la femella qui comença el ritual d'aparellament). Dos dies abans de la fresa (a prop de la superfície i de 30 segons de durada) es produeix un intens contacte físic entre el mascle i la femella, el qual augmenta en el moment de la posta. Els ous alliberats i formant com una bromera són transparents, petits (0,9-1,1 mm de diàmetre), rodons, suren a la superfície i contenen una mena de glòbul d'oli d'aproximadament 0,6-0,7 mm de grandària. Tant el mascle com la femella custodien els ous, se'ls emporten a la cavitat bucal i els expulsen a través de les brànquies per eliminar, presumiblement, les impureses que es puguin dipositar sobre llur superfície. Les larves acostumen a romandre al voltant dels pares (sovint amb contacte corporal) i sembla que es nodreixen d'una secreció mucosa expel·lida pels caps dels progenitors (no necessiten aquesta mucositat per a sobreviure, però creixen més ràpidament si ho fan).

## Alimentació
Hom creu que, com a adult, és un depredador carnívor.

## Hàbitat i distribució geogràfica
És un peix d'aigua dolça (pH 6-7,5), bentopelàgic, no migratori i de clima tropical, el qual viu a Àsia: els rierols de muntanya, llacunes i pantans de les conques del riu Brahmaputra a Assam i del riu Dikrong a Arunachal Pradesh (l'Índia).

## Estat de conservació
Les seues principals amenaces són la degradació del seu hàbitat a causa de la sedimentació provocada per la desforestació i les pràctiques agrícoles gens sostenibles, la construcció de preses a Arunachal Pradesh i la sobrepesca amb destinació al mercat de peixos ornamentals.

## Vida en captivitat
A causa de la seua mida, és una de les espècies de cànnids més adients per a viure en un aquari. Les seues necessitats bàsiques dins d'una peixera passen per tindre àrees amb vegetació aquàtica, espais oberts per nedar-hi, amagatalls, lliure accés a la superfície per a respirar-hi aire (altrament, podria asfixiar-se) i una coberta a la part superior del recipient perquè no es faci escàpol.

## Observacions
És inofensiu per als humans.